# Placid Sancin
Placid Sancin, slovenski duhovnik, mučenec Katoliške cerkve,  žrtev revolucionarnega nasilja, * 21. julij 1902, Škedenj pri Trstu, † 14. oktober (ni znano) 1943, Dolina.

## Življenje
Placid Sancin je bil rojen 21. julija 1902 v tržaškem predmestju Škedenj. Njegov oče Jurij je opravljal delo cerkovnika, družina pa je bila v Škednju poznana pod vzdevkom “Mežnerjevi”, kar je bilo značilno za to nekoč pretežno slovensko četrt Trsta. Njegov Brat Anton je bil organist in skladatelj, sestra pa delala lekarni v Škednju.
Sancin je prejel duhovniško posvečenje 14. junija 1930 prav v škedenjski cerkvi. Posvetil ga je tržaški škof Alojzij Fogar, ki je moral šest let kasneje zaradi fašističnega pritiska zapustiti mesto. Za njegovo novo mašo je brat Anton, sicer skladatelj, posebej zložil mašo. Placid Sancin ostaja edini Slovenec iz Škednja, ki je postal duhovnik.

V znanstveni monografiji Jakob Ukmar (1878–1971), Sto let slovenstva in krščanstva v Trstu, ki jo je leta 1986 izdala Goriška Mohorjeva družba, avtor Tomaž Simčič med drugim navaja naslednje: do leta 1930 Ukmar ni imel večjih težav z oblastmi, čeprav je bila policija nanj pozorna kot na duhovnika, ki ima “slovensko nacionalistično preteklost”. Težave so se pojavile istega leta, ko mu policija ni več podaljšala potnega lista. V odziv na obtožbe je Ukmar 29. junija 1930 kvestorju poslal pismo, v katerem je zavrnil navedbe, da naj bi z organizacijo slovenskega petja ob novomašni slovesnosti za gospoda Placida Sancina ogrožal državno varnost:
“Če so škedenjski pevci na novomašni gostiji zapeli nekaj pesmi, so storili nekaj, do česar imajo kot svobodni državljani popolno pravico ... Ko bi zapostavili slovenščino, materni jezik večine škedenjskih župljanov, bi bili ljudje upravičeno prizadeti. Razumljivo je, da bi prepoved pripisali državi, in to gotovo ne bi podprlo njihove državljanske zavesti.” (str. 111)
Placid je bil najprej v Gorici prefekt bogoslovcem, nato kaplan v Postojni, potem je služboval v Vodicah v Čičariji.

## Dolinski župnik (1933-1943)
V knjigi »Istra v boju za svobodo« Založba Lipa  Koper 1976, zgodovinar Vid Vremec opisuje koko je fašistični Prefekt iz Pule grozil s konfinacijo tedanjemu žpniku na Pomjanu Placidu Sancinu in  zahtevala od Tržaško-koperskega škofa, da naj nemudoma odstrani štiri duhovnike iz Istre, med katerimi je zapisan tudi Placid Sancin, z utemelitvijo, da so preveč antifašistično nastrojeni. Tako je bil leta 1933 Placid Sancin premeščen za župnijskega upravitelja v Dolino pri Trstu. Eden izmed pomembnejših dogodkov v njegovem dolinskem obdobju se je zgodil na beli četrtek, 5. aprila 1934, ko je posvetil kapelo in oltar v Kačji vasi pri Planini. 
Veljal je za srčnega in predanega duhovnika, ki je v težkih časih fašističnega zatiranja ljudem nudil oporo ter spodbujal ohranjanje slovenske kulture in petja. V cerkvi je dovolil petje v slovenščini, v župnišču pa omogočil pevcem prostor za vaje. V domači župniji je bil zelo spoštovan, saj se je večkrat zavzel za pravice slovenskega prebivalstva in kmetov. Fašistični režim je imel v središču Doline pomemben sedež, kjer so delovali tudi slovenski domačini, tržaški tajnik italijanske narodnosti in občinski komisar. Na hišni številki 230 so bili nameščeni glavni politični prostori: v pritličju "Casa del Fascio", nad njim pa sedež fašističnih škvadristov. Stavba je bila v lasti domačina. Placid Sancin se, za razliko od nekaterih domačinov, ni udeleževal fašističnih parad ali praznovanj, ki so potekala v vasi – na primer ob plebiscitarnih volitvah – in je ostal zvest načelom škofa Alojza Fogarja, ki je bil zaradi fašističnega nasilja prisiljen zapustiti Trst.
Po italijanski kapitulaciji so ga partizani obtožili sodelovanja z okupatorjem – očitali so mu, da je izdal domačine Nemcem. Tragični dogodek se je zgodil 11. oktobra 1943, ko so Nemci kot povračilni ukrep izvedli obsežno čistko v Dolini. Povod zanjo je bil partizanski bombni atentat na mostove na cesti proti Prebenegu, ki se je zgodil teden dni prej. Na vaško središče Gorica so zbrali domače moške in jih prečesali v iskanju podpornikov partizanov. Tam so nemški vojaki odvedli tudi duhovnika Sancin in karabinirskega načelnika. Placid Sancin naj bi na vprašanja Nemcev nekaj odgovoril – pozneje se je razširila govorica, da jih je opozoril na posameznike, ki so bili povezani z odporom. Nekatere izmed teh moških so Nemci nato prisilno odvedli proti Trstu in jih deportirali v taborišča. Mnogo jih ni preživelo. Vendar, kot izvira iz pričevanja Silvestre Metlika, je eden izmed preživelih po vrnitvi izjavil, da župnik ni ravnal, kot so mu nekateri očitali. Kljub temu je bil sum dovolj, da se je zgodba prijela. Obtožbe so postale dejstvo, kazen je sledila hitro. V noči med 13. in 14. oktobrom 1943 so partizani pod vodstvom Milana Gučka prišli ponj v župnišče. Od tam so ga odpeljali proti Socerbu, nato pa se je za njim izgubila vsaka sled. 

## Spominski zapis o umoru
Milan Guček (1917–1986), povojni udbovec, pisatelj in filmar, je podvig opisal v svoji knjigi spominov Počakaj do prihodnje pomladi (Lipa, Koper 1959). V njej takole beremo: Ura je bila že precej čez polnoč (...). Brez obotavljanja smo se zvečer odpravili v Dolino. Mi vsi, kar nas je prišlo z Brkin, pa še nekaj domačinov smo vzeli s seboj, da bodo pokazali pot in da nam bodo priče. V Dolini je bilo vse tiho, kljub nedeljskemu večeru. (...) Najprej smo se oglasili pri starem terencu. Tam smo zvedeli, kako se je ono izdajstvo godilo in kje župnik stanuje. Okoli župnišča smo postavili straže. Gruden in Bognar sta po italijansko zahtevala, naj odprejo, češda smo karabinjerji. Zvijača je bila potrebna, ker sicer ne bi mogli v hišo, na drugačno zahtevo pa župnik ne bi pustil odpreti. Gospodinja je vrata odprla – in obnemela. Bili so ljudje z rdečo zvezdo. Župnik je bil na pol napravljen, v srajci, brez “kolarja”. Pričeli smo ga zasliševati. Brez obotavljanja je dejanje priznal. Tudi mu ni bilo žal, da je poslal izdane ljudi, svoje farane, v gotovo smrt. Preiskali smo še župnišče, pravzaprav samo župnikovo stanovanje. V železni blagajni, ki nam jo je župnik odprl, smo dobili nekaj dragocenosti, čokoladne bonbone in njegove dokumente. V dokumentih je pisalo, da je Slovenec, doma iz Škednja. Med njimi pa je bila izkaznica, da je tudi oficir, kapetan fašistične milice ... Župniku smo ukazali, da gre z nami. Bil je ves vznemirjen. Oblekel se je kar povrh. Z njim smo odšli po vojaški cesti, ki pelje iz Trsta in skozi Dolino pod Socerb in proti Podgorju. Navkreber smo lezli počasi. Župnik je šel sredi eskorte. Imel je črno obleko in razpeto belo srajco, in gologlav je bil. Redki beli lasje so mu sršeli okoli blede lobanje. V rokah je držal rožni venec iz velikih jagod, venomer ga je s prsti prebiral in ves čas s tihimi ustnicami molil. Ko smo prišli v breg in se je začela ravnica pred Kastelcem, smo se ustavili. Bognar je odpeljal župnika na kras. V zatišju smo ga počakali, da se je vrnil. (strani 145–146).

#### Franc Cucek- Bognar
Če zaupamo zapisu Milana Gučka, naj bi bil za smrt župnika Placida Sancina odgovoren partizan Franc Cucek- Bognar, znan pod vzdevkom Bognar. Cucek je izhajal iz Volč pri Pivki, življenje pa je izgubil manj kot leto dni pozneje, 16. avgusta 1944, na Novi cesti nad Dolino. Po uradnih podatkih naj bi bil usodno ranjen v spopadu z Nemci. Na kraju njegove smrti danes stoji kamnita spominska plošča, postavljena po vojni. Franc Cucek je pokopan na pokopališču v Dolini, njegov grob leži ob glavni stezi, pod cipreso, nedaleč od osrednjega križa. Zanimivo – skoraj nasproti njegovega groba, le ločena s potko in skrita pod sosednjo cipreso, stoji nagrobnik z imenom Placida Sancina. Vendar pa posmrtnih ostankov dolinskega župnika tam ni – kam so poniknili, ostaja skrivnost. Njegov grob ni znan.

## Drugačna pričevanja in presoja
Obtožbe, da naj bi duhovnik Placid Sancin med drugo svetovno vojno sodeloval z nemškimi okupacijskimi oblastmi in izdajal domačine, se pogosto pojavljajo v različnih virih, predvsem v zbirkah pričevanj. Vendar pa so zbrani podatki s terena, predvsem iz pogovorov z domačini iz Doline in okoliških krajev, ponudili drugačno sliko njegove vloge in ravnanja v tistem času.
Sancin je bil med lokalnim prebivalstvom poznan kot predan in zaveden duhovnik, ki je v težkih razmerah druge svetovne vojne aktivno pomagal ljudem. Po več zbranih pričevanjih ni bil nikoli zaznan kot sodelavec okupatorja, temveč kot eden redkih izobražencev v kraju, ki je obvladal nemški jezik. Njegovo znanje jezika je bilo posledica študija na Dunaju, zaradi česar je bil sposoben komunicirati z nemškimi oblastmi, kar pa je pri določenem delu prebivalstva vzbudilo sum.
Med nemško racijo na trgu v Dolini oktobra 1943 je bil Sancin navzoč in naj bi se pogovarjal z nemškimi vojaki. Nekateri so kasneje trdili, da je pri tem izdal partizanske podpornike, vendar temu nasprotuje dejstvo, da so bili med odpeljanimi posamezniki tudi taki, ki niso imeli nobene povezave z odporniškim gibanjem, medtem ko so dejanski podporniki partizanov ostali v vasi. To poraja dvom v resničnost obtožb.
Nekateri domačini so trdili, da Sancin med zaslišanjem ni razkril nobenih imen, kljub temu da je poznal posameznike, povezane z odporom. Njegova dejanska »krivda« naj bi bila zgolj to, da je bil v stiku z okupatorjem zaradi komunikacijskih razlogov, kar so nekateri napačno interpretirali kot sodelovanje in tudi njegova priljubljenost med ljudmi. V kontekstu povojne stigmatizacije Cerkve in posameznikov, povezanih z njo, je verjetno tudi to prispevalo k nastanku kasnejših interpretacij dogodkov.
Po njegovem nasilnem odvedenju iz dolinskega župnišča 13. oktobra 1943 je bil Sancin usmrčen na neznani lokaciji, verjetno v okolici Socerba. Njegovo truplo po poročanju nekaterih virov ni bilo dostojno pokopano, posmrtni ostanki pa niso bili nikoli najdeni. V nasprotju z domnevnim storilcem, ki je pokopan na dolinskem pokopališču, Sancinovo zadnje počivališče ostaja neznano.
Duhovnik Angel Kosmač v svoji knjigi "Ricmanje včeraj in danes ali Kratek sprehod skozi zgodovino neke vaške in cerkvene skupnosti, navaja, da naj bi bilo truplo župnika prepuščeno skoraj nepokopano v bližini naselja, kar dodatno kaže na brutalnost njegovega konca. Ob tem se poraja vprašanje, ali je bil njegov umor posledica dejanskih krivdnih dejanj ali prej ideoloških nasprotij in političnih razmerij moči.
V poznejših letih se je tematika njegove smrti ohranila kot občutljiva in pogosto zamolčana. Pobude za javni spomin, kot na primer maše v njegovo čast, so bile deležne tihega odpora. Primer župnika Placida Sancina tako ostaja ena od številnih nerazrešenih in zgodovinsko občutljivih točk iz obdobja vojne in povojnega časa, ki kaže na kompleksnost odnosa med Cerkvijo, lokalnim prebivalstvom in partizanskim gibanjem na Primorskem.

## Vrzeli v župnijski kroniki
Analiza župnijskega arhiva v Dolini je pokazala na vrzeli v dokumentaciji, ki sovpadajo z obdobjem delovanja župnika Placida Sancina. Iz arhiva je izginilo več dokumentov, vključno s ključnimi deli župnijske kronike. Kronološko zaporedje, ki je bilo dosledno ohranjeno do leta 1917, se ponovno vzpostavi šele z letom 1948. Izgubljene so torej strani, ki pokrivajo obdobje med letoma 1917 in 1948, kar vključuje tudi čas Sancinovega župnikovanja (1933–1943).
Poleg tega je izginila tudi posebna kronika, ki naj bi obravnavala nasilni incident, ki se je zgodil 24. maja 1948 v jami pri Socerbu, ko je bil žrtev fizičnega napada duhovnik Anton Smerkolj (1922–1986), prav tako priljubljena osebnost v župniji. Po končani maši za svetega Socerba, ki jo je vsako leto obiskalo več sto vernikov, je bil Smerkolj med vračanjem iz jame napaden s strani več oseb. Po navedbah prič so ga skušali poriniti v eno izmed jam, vendar mu je z asistenco navzočih uspelo pobegniti na površje, kjer se je fizično nasilje nadaljevalo. Napadeni so bili tudi tisti, ki so mu priskočili na pomoč. Smerkolj je bil nato aretiran in zaprt v Kopru, kjer je ostal dva meseca. Po izpustitvi mu je bilo onemogočeno nadaljnje pastoralno delo na Primorskem, zato je svojo duhovniško pot nadaljeval v osrednji Sloveniji; nazadnje je služboval kot župnik v ljubljanski stolnici.
V šestdesetih letih 20. stoletja je bila izvedena preiskava jame pri Socerbu, pri čemer naj bi bili po nekaterih virih najdeni posmrtni ostanki, za katere se je domnevalo, da pripadajo Placid Sancinu. Domnevno naj bi zaradi širjenja govorice, da gre za "izdajalca, ki je odgovoren za deportacije domačinov", neznani posamezniki še istega dne ostanke izkopali in jih skrivaj ponovno pokopali na neznani lokaciji. Do danes natančno mesto pokopa ostaja neznano.
V nadaljevanju je tedanji dolinski župnik Albin Grmek na pokopališču uredil skupno grobnico za stare duhovnike in nanjo vpisal tudi ime Placida Sancina. Ta simbolni vpis kaže na nadaljnje poskuse lokalne skupnosti, da se ohrani spomin na župnika, kljub nejasnostim v zvezi z njegovim življenjem in tragičnim koncem.

## Razglašen za mučenika Katoliške cerkve
Placid Sancin je bil 4. junija leta 2000 med slovesno sveto mašo na Kočevskem Rogu, ki jo je vodil ljubljanski nadškof in metropolit kardinal Franc Rode, razglašen za mučenika Katoliške cerkve; skupaj z njim je bilo med pričevalce za vero uvrščenih še 217 Slovencev (Povojni genocid, Rant José Antonio,  stran 228, Založba Historia Eslovena. I. Título, Buenos Aires 2008) , ki so bili umorjeni zaradi svoje vere pred in po drugi svetovni vojni. Med njimi so bili tudi pričevalci iz tržaške škofije in goriške nadškofije, kot so Mirko Vekjet, tržaški duhovnik, ubit v koncentracijskem taborišču Dachau, Jakob Ukmar in Lojze Bratuž.
Placid Sancin velja za eno prvih dokumentiranih žrtev revolucionarnega nasilja nad katoliškimi duhovniki na Primorskem po kapitulaciji Italije leta 1943. Razglašen je bil za mučenika, ker je bil ubit zaradi vere – ubili so ga kot katoliškega duhovnika. Ob aretaciji je ostajal miren, molil rožni venec in odpustil svojim mučiteljem, kar predstavlja klasično znamenje krščanskega mučeništva. Njegova smrt ni bila uperjena proti njemu kot posamezniku, temveč proti njegovemu duhovniškemu poslanstvu, kar potrjuje kriterij odium fidei – sovraštvo do vere – ki je temeljno merilo za priznanje cerkvenega mučeništva.
Ime Placida Sancina je vklesano v grobnico dolinskih duhovnikov v Dolini, na veliko spominsko ploščo na ljubljanskih Žalah ter na spomenik v Baziliki Apostola sv. Bartolomeja Rimu, na Tiberskem otoku.

## Dodatne raziskave
Pismo uredništvu g. Silvestra Metlike iz Boljunca objavljeno v Primorskem dnevniku 5. februarja 2024
Po skoraj dvomesečni odsotnostu zaradi bolezni sem se vrnil iz bolnice in doma me je čakal cel kup neprebranega časopoisja. V glavnem sem kar prelistal. Pozoren sem postal na pisma uredništvu v Primorskem dnevniku, namenjena dolinskemu župniku Placidu  Sancinu, ki je bil med 13. in 14. oktobrom 1943 likvidiran nad Dolino. Med leti 1942-1946 je bilo v naši deželi likvidiranih nad 50 duhovnikov. O srhljivem dogodku v Dolini, ki po 80- letih še vedno vzbuja veliko pozornosti, sem se že oglasil v mesecu aprilu 2020; tedaj sem odgovoril intervjuju g. Justa Žerjala, ki je leta 1943 imel 6 let, katerega je prof.  Boris Pangerc objavil v ANPI-jevem  glasilu »044« kot priča dogodka. Lahko trdim, da sedanji pisci pisem uredniuštvu, proti g. Placidu Sancinu, so se verjetno razpisali le na podlagi namišljenih govoric.
V tem mojem dopisu, pa želim podati nekaj izjav oseb, ki so bile tedaj prisotne ob dogodku.
Marija Maver organistka iz Boljunca mi je pričevala sledeče: « Tisto jutro sem bila v Dolini pri župniku ko so stopil nemški oficirji v župnikov urad in zahtevali matične knjige. Takrat sem jaz odšla. Mislim, da če bi želel izdajati, bi lahko v tisti priliki župnik pokazal vsa imena morebitnih partizanov in njihove hišne naslove in se mu ne bi bilo potrebno javno izpostaviti pred celotno vasjo, kot so nekateri rekli«.
K nam v Boljunec sej je k hčerki preselil iz Doline Ivan Prašelj pri nas bolj poznan z vzdevkom  »Vane Drflač« spoštovan tudi zaradi zapisovanja krajevne kronike iz Doline. Večkrat je posedal v Boljuncu pred bivšo trgovino  in pripovedoval o dogodkih iz preteklosti. Med te dogodke je spadal tudi ta, kateremu je bil sam priča: »Nemci so 11.10.1943 privedi na Gorico v Dolino moške raznih starosti in jih postavili v vrsto. Pred nje so Nemci postavili maršala Karabinjerjev in župnika Sancina ter zahtevali od njiju da povedo kdo od prisotnih so partizani. Maršal in župnik sta oba zanikala, da bi koga izmed prisotnih prepoznala za partizana«.
Imam še drugo pričevanje, ki sem ga dobil na Čamporah, kjer smo s skupino ljudi gradili hišo. Med malico je pogovor nanesel na tragičen dogodek o «raštrelamentu« v Dolini.   Kolega zidar iz Doline in pevec Darko Jercog (1929) znani kot »Blžun«, bratranec Rudija Ote (1926), ki je bil ob tistem raštrelamentu kot talec odpeljan v Nemčijo, mi je pripovedoval sledeče: »Po srečni vrnitvi bratranca Rudija Ote, sem ga vprašal kaj se je takrat pravzaprav dogodilo na Gorici; on mi je odgovoril, da Nemci so s silo zahtevali od marešala in župnika, naj izdajo partizane; ker tega nista storila, je kar nemški oficir sam to storil in odbral talce.«
Po objavi mojega pisma leta 2020 se mi je nekaj Dolinčanov, rojenih pred letom 1930 oglasilo in potrdilo, postopek dogodka pri katerem župnik Placid Sancin ni prav nobenega izdajal. Teh potrjenih pričevanj je kar nekaj, in pričevalci dogodka na dolinskem trgu so bili takrat stari med 13 in 18 letom starosti.
V knjigi »Istra v boju za svobodo« Založba Lipa  Koper 1976, zgodovinar Vid Vremec opisuje koko je fašistična oblast zahtevala od nadškofa Santina, da naj nemudoma odstrani štiri duhovnike iz Istre, med katerimi je zapisan tudi Placid Sancin, z utemelitvijo, da so preveč antifašistično nastrojeni.
Glede zasliševanja župnika Placida Sancina, ki je z določeno neskladnostjo dogodkov opisano v knjigi Milana Gučka »Počakaj do prihodnje pomladi (Lipa, Koper 1959), bi dodal še sledele: Guček v njegovi pripovedi piše, da so župnika zasliševali v župnišču ter da je župnik vse takoj priznal in sam rekel da mu ni bilo žal in da si sam zasluži smrt. Obstajajo  pa tudi druga natančna pričevanja očividcev, ki pripovedujejo, da mu je prisotna mladenka iz Doline (M.S.) žgala oči s cigareto in mu nato še živemu župniku izkljula oči. Župniku v tistem trenutku  verjetno ni ostalo drugega kot si želeti edinole smrti.
Gospa Ljuba Kos, mi je pripovedovala kako so potekala tudi druga zasliševanja nad Dolino: trije mladinci iz Doline, ki jih ne bi  imenoval so zasliševalcu na živo vrezovali na telo svastike, nato so mu še živemu skljuvali oči. Ta dogodek sem raziskoval v Državnem arhivu republike Slovenije. V dokumentaciji se zapisnik zasliševanja zaključi z besedami «vse so priznali bili so justificirani«. 
Metlika Silvester,
Vitez za zasluge Republike Italije, predsednik Srenje Boljunec, lokalni razsikovalec